# 英格兰安立甘宗教堂委员会
英格兰安立甘宗教堂委员会（Church Commissioners）負責管理英国國教会歷年積累的物業和資產，成立于1948年。它是由為了補助貧窮教士于1704年成立的安妮女王基金名下资产，与成立于1836年的教會委员会资产合并而成。
1918年教堂建設法為工業革命中的城市建立教堂提供資金，並成立教堂建設委員會。這批教堂被稱為「委員會教堂」、「滑鐵盧教堂」或「百萬法教堂」。教堂建設委員會於1836年改組成教士委員會。
更早前的教會稅捐委员会在罗伯特·皮尔的短暂管理下于1835年成立，擁有广泛的權力：“根据教會的稅捐，考虑英格兰和威尔士已建成教堂的状况”（1835年2月9日委员会纪录）；这個委員會重新分配各教區的財富、並重劃教区邊界。教會委员会在之後的一年成立。
截至2012年末，委员会名下的财产价值约有55亿英镑。大部分收入用于支付神职人员的退休金。
委员会亦負責监管堂區改组，在成立或解散事工團隊，组织、创立或者解散聖職、堂区，关闭經祝聖的教会建筑物或坟场等事務上，都需要得到委員會的同意。
教堂委员会現設於伦敦的西敏市，教会楼，长期占用磨坊岸一号。它是英国法律定义下的慈善机构。